# Грегори Льомаршал
Грегори Льомаршал (на френски: Grégory Lemarchal) е френски певец и победител в четвъртото издание на френското музикалното реалити шоу Star Academy.

## Биография
Грегори Льомаршал е роден на 13 май 1983 г. във френския град Ла Тронш. Когато е на 20 месеца му е поставена диагноза, че е болен от нелечимата болест муковисцидоза (на латински: cystic fibrosis).
През 1995 г. става шампион на Франция по акробатичен рокендрол. В 1998 г. взема участие в телевизионното шоу „Graines de stars“, и става особено популярен в родния си край. През 2004 г. участва в четвъртото издание на Star Academy. Още от началото зрителите са впечатлени от огромния му талант. През цялото време той е душата на компанията в Star Academy. На 22 декември 2004 г., на финала на сезона, той печели с ненадминатия и до днес резултат от 80% зрителски вот.
Неговият дебют след „Звездната академия“ е през 2005 г., когато записва първата си песен „Ecris l'histoire“, достигнала номер две във френските чартове и обявена за платинена, а албума му „Je deviens moi“ се радва на продажби от над 600 хил. копия.
На музикалните награди на NRJ през януари 2006 г. Льомаршал печели приза „пробив на годината“ (на френски: Révélation francophone de l'année). През пролетта на същата година той е на турне из Франция,
след което прави дует с британката от новозеландски произход Луси Силвас, с чийто сингъл „Meme Si (What You're Made Of)“ достига до номер две в класациите на Франция.

## Смърт
През 2007 г. Льомаршал обявява, че неговото здраве се влошава и че той трябва да отсъства временно от музикалната сцена, докато се възстанови. Грегори Льомаршал умира на 30 април 2007 г. в парижкото предградие Сюрен, без да дочака нужната му трансплантация.
След смъртта му излиза албума „La Voix D'Un Ange“ („Гласът на един ангел“), съставен от песни, които Грегори записва малко преди да си отиде завинаги. Включени са и изпълнения на живо. Първият сингъл от него „De Temps En Temps“ става номер едно във Франция. Албумът се продава в тираж от около 650 хиляди бройки и става третият най-продаван албум за 2007 година (според сайта www.ukmix.org). Основаната от родителите му фондация за борба с муковисцидозата успява да събере 7,5 млн. евро (според изявление на Пиер Льомаршал – баща на Грегори) само за няколко месеца. Това е било последното желание на Грегори, преди да почине.
В свое интервю Рене Анжелил, съпруг на певицата Селин Дион, определя Грегори като „талант какъвто рядко се открива“.
На 28 декември 2007 г. TF1 посвещава специално издание на Star Academy 7 на Грегори. Всички участници и специални гости споделят, че за тях е огромна чест да отдадат почит и уважение към отишлия си голям певец и човек. Сред специалните гости са Нолуин Лероа, Патрик Фиори, Еманюел Моар, Елен Сегара и др. По време на концерта са събрани над 5,2 млн.евро (според TF1) за асоциацията за борба с муковисцидозата, носеща неговото име. Подобни ТВ предавания за него в периода след смъртта му правят и други ТВ канали като M6, MCM, France 2 и др.
По данни на организацията ifop.com за 2007 г. албумите на Грегори Льомаршал са продадени в следните тиражи:
„La Voix D'un Ange“ 604.000 копия;
„Je Deviens Moi“ 272.000 копия;
„Olympia 2006“ 112.000 копия и
„Les Pas D'un Ange“ 52.000 копия.
Общият им тираж от 1.040.000 продадени копия го прави най-продавания певец във Франция за 2007 г.